# Торналя
Торналя (на словашки: Tornaľa) е град в Банскобистришки край, южна Словакия. Населението му е 7252 души (по приблизителна оценка от декември 2017 г.).
Разположен е на река Слана в северната част на Среднодунавската низина, на 24 km източно от град Римавска Собота и на 7 km от границата с Унгария. Селището се споменава за пръв път през 1245 година. През 2001 година 62% от жителите са етнически унгарци.